# Pluto somnambule
Pour les articles homonymes, voir The Sleepwalker.
Pour plus de détails, voir Fiche technique et Distribution.
Pluto somnambule (The Sleepwalker) est un court-métrage d'animation américain des studios Disney avec Pluto, sorti le 3 juillet 1942.

## Synopsis
Pluto est en train de dormir dans sa niche lorsqu'il se rend compte que Dinah a essayé de s'emparer de son os. Une fois la voleuse chassée, il retourne se coucher mais, pris d'un accès de somnambulisme, il vient déposer son os dans la gamelle de Dinah, qui ne comprend plus rien.

## Fiche technique
- Titre original : The Sleepwalker
- Titre français : Pluto somnambule
- Série : Pluto
- Réalisation : Clyde Geronimi assisté de Don A. Duckwall (non crédité)
- Musique : Leigh Harline
- Production : Walt Disney
- Société de production : Walt Disney Productions
- Société de distribution : RKO Radio Pictures et Buena Vista Pictures
- Date de sortie :
  - États-Unis : 3 juillet 1942[1]
- Format : Couleur (Technicolor)  - 1,37:1 - Son mono (RCA Photophone)
- Durée : 7 min
- Langue : Anglais
- Pays de production:  États-Unis

## Voix originales
- Pinto Colvig : Pluto